# Giorno dell'indipendenza
Il giorno dell'indipendenza è una celebrazione che commemora l'indipendenza di una nazione dalla sua madrepatria, di solito dopo avere cessato di essere una colonia o una parte di una nazione più estesa.
La maggior parte degli Stati celebra il giorno dell'indipendenza come propria festività nazionale.
Quella che segue è una lista ampia ma non completa dei giorni dell'indipendenza nel mondo:
| Paese                           | Data                           | Evento significativo |
| ------------------------------- | ------------------------------ | --- |
| Afghanistan                     | 19 agosto                      | Indipendenza dal controllo del Regno Unito nel 1919 |
| Albania                         | 28 novembre                    | (Dita e Pavarësisë) Ismail Qemali proclamò l'indipendenza nell'anno 1912 ponendo fine a cinque secoli di dominio ottomano |
| Algeria                         | 5 luglio                       | Indipendenza dell'Algeria dalla Francia nell'anno 1962 |
| Andorra                         | 14 marzo                       | Indipendenza dal Vescovo di Urgell nel 1278 |
| Angola                          | 11 novembre                    | Il Portogallo concesse l'indipendenza alla ex colonia nel 1975 |
| Antigua e Barbuda               | 1º novembre                    | Indipendenza dal Regno Unito nel 1981 |
| Argentina                       | 9 luglio                       | Dichiarò l'indipendenza dalla Spagna nel 1816 |
| Armenia                         | 21 settembre                   | Indipendenza dall'Unione Sovietica nel 1991 |
| Australia                       | 26 gennaio                     | Indipendenza dal Regno Unito nel 1788 |
| Austria                         | 15 maggio                      | Indipendenza dal controllo delle potenze vincitrici della guerra (Stati Uniti, Unione Sovietica, Regno Unito, e Francia) nel 1955 |
| Azerbaigian                     | 18 ottobre                     | Indipendenza dall'Unione Sovietica |
| Bahamas                         | 10 luglio                      | Indipendenza dal Regno Unito nel 1973 |
| Bahrein                         | 15 agosto                      | Indipendenza dal Regno Unito |
| Bangladesh                      | 26 marzo o 16 dicembre         | · L'unione del Pakistan proclamò la sua indipendenza il 26 marzo 1971. La vittoria nella Guerra di Liberazione del Pakistan dell'ex Pakistan Orientale (1947-1971) ha fatto sì che la festività ufficiale dell'indipendenza sia oggi il 16 dicembre (1971) |
| Barbados                        | 30 novembre                    | Indipendenza dal Regno Unito nel 1966 |
| Belgio                          | 4 ottobre                      | Indipendenza dai Paesi Bassi (Rivoluzione belga) nel 1830 |
| Belize                          | 21 settembre                   | Indipendenza dal Regno Unito nel 1981 |
| Benin                           | 1º agosto                      | Indipendenza dalla Francia nel 1960 |
| Bielorussia                     | 3 luglio                       | Le truppe sovietiche liberarono Minsk dall'occupazione tedesca nel 1944 |
| Birmania                        | 4 gennaio                      | Indipendenza dal Regno Unito nel 1948 |
| Bolivia                         | 6 agosto                       | Indipendenza dalla Spagna nel 1825 |
| Bosnia ed Erzegovina            | 1º marzo                       | Indipendenza dalla Repubblica Federale Socialista della Jugoslavia nel 1992 |
| Botswana                        | 30 settembre                   | Indipendenza dal Regno Unito nel 1966 |
| Brasile                         | 7 settembre (Sete de Setembro) | Dichiarò la sua indipendenza dal Portogallo nel 1822 ma questa non fu riconosciuta fino al 29 agosto 1825 |
| Brunei                          | 1º gennaio                     | Indipendenza dal Regno Unito nel 1984 |
| Bulgaria                        | 22 settembre                   | L'indipendenza de jure dall'Impero ottomano nel 1908 |
| Burkina Faso                    | 5 agosto                       | Indipendenza dalla Francia nel 1960 |
| Burundi                         | 1º luglio                      | Indipendenza dal Belgio nel 1962 |
| Canada                          | 1º luglio                      | Indipendenza dal Regno Unito nel 1867 |
| Capo Verde                      | 5 luglio                       | (Il Giorno dell'Indipendenza del Capo Verde) Indipendenza dal Portogallo nel 1975 |
| Repubblica Ceca                 | 28 ottobre                     | Insieme alla Slovacchia la Cechia recuperò l'indipendenza dall'Impero austro-ungarico Austria-Ungheria nel 1918, formando la Cecoslovacchia |
| Ciad                            | 11 agosto                      | Indipendenza dalla Francia nel 1960 |
| Cile                            | 12 febbraio                    | Dichiarò l'indipendenza dalla Spagna nel 1818. In realtà, i cileni festeggiano la data della prima 'Junta', il 18 settembre. Questa data non venne riconosciuta fino al 25 aprile 1844 |
| Cina                            | 1º ottobre                     | Repubblica popolare instaurata nel 1949 |
| Colombia                        | 20 luglio e 7 agosto           | Indipendenza dalla Spagna nel 1810 |
| Comore                          | 6 luglio                       | Indipendenza dalla Francia nel 1975 |
| Rep. Dem. del Congo             | 30 giugno                      | Indipendenza dal Belgio nel 1960 |
| Corea                           | 15 agosto                      | I giapponesi si arresero nella Seconda guerra mondiale (1945) |
| Corea del Nord                  | 9 settembre                    | RDPC fu fondata nel 1948 |
| Corea del Sud                   | 15 agosto                      | (Gwangbokjeol) Indipendenza dal Giappone nel 1945 |
| Costa Rica                      | 15 settembre                   | Indipendenza dalla Spagna |
| Croazia                         | 8 ottobre                      | Indipendenza dalla Jugoslavia nel 1991 |
| Ecuador                         | 10 agosto o 24 maggio          | Proclamò una prima volta l'indipendenza dalla Spagna il 10 agosto 1809, ma il tentativo fallì e i capi del movimento furono messi a morte il 2 agosto, 1810. L'indipendenza definitiva fu conquistata il 24 maggio 1822 con la Battaglia di Pincincia |
| Emirati Arabi Uniti             | 2 dicembre                     | Indipendenza dalla Gran Bretagna nel 1971 |
| Eritrea                         | 24 maggio                      | Indipendenza dall'Etiopia nel 1993 |
| Estonia                         | 24 febbraio                    | Indipendenza dalla Russia bolscevica nel 1918 |
| Estonia                         | 20 agosto                      | Indipendenza dall'URSS nel 1991 |
| Filippine                       | 12 giugno                      | (Araw ng Kalayaan) Indipendenza dalla Spagna nel 1811 |
| Finlandia                       | 6 dicembre                     | Indipendenza dalla Russia nel 1917 |
| Gambia                          | 18 febbraio                    | Indipendenza dal Regno Unito nel 1965 |
| Georgia                         | 26 maggio                      | Indipendenza dalla Russia nel 1918 |
| Ghana                           | 6 marzo                        | Indipendenza dal Regno Unito nel 1957 |
| Giamaica                        | 6 agosto                       | Indipendenza dal Regno Unito nel 1962 |
| Gibuti                          | 27 giugno                      | Indipendenza dalla Francia nel 1977 |
| Giordania                       | 25 maggio                      | Indipendenza dal Regno Unito nel 1946 |
| Grecia                          | 25 marzo                       | Dichiarò l'indipendenza dall'Impero ottomano nel 1821, facendo così cominciare la guerra d'indipendenza greca |
| Grenada                         | 7 febbraio                     | Indipendenza dal Regno Unito nel 1974 |
| Guinea Equatoriale              | 12 ottobre                     | Indipendenza dalla Spagna nel 1968 |
| Guyana                          | 26 maggio                      | Indipendenza dal Regno Unito nel 1966 |
| Haiti                           | 1º gennaio                     | Indipendenza dalla Francia nel 1804 |
| Honduras                        | 15 settembre                   | Indipendenza dalla Spagna nel 1821 |
| India (Bharat)                  | 15 agosto                      | Conquistò l'indipendenza dal Regno Unito nel 1947 dopo un trasferimento del potere |
| Indonesia                       | 17 agosto                      | Proclamazione del giorno dell'indipendenza (Hari Proklamasi Kemerdekaan R.I.) dai Paesi Bassi. Indipendenza dal Giappone nel 1945 |
| Irlanda                         | 6 dicembre                     | Indipendenza dal Regno Unito 1922 |
| Islanda                         | 17 giugno                      | Indipendenza dalla Danimarca nel 1944 |
| Israele                         | 5 iyar                         | (Yom Ha'atzmaut) Se il 5 di iyar cade di venerdì o di sabato, gli israeliani celebrano il giovedì più vicino alla data, così la festività può cadere tra 3 e il 6 di iyar. La data in cui Israele ha proclamato la sua indipendenza secondo il calendario gregoriano è il 14 maggio 1948. Per le particolarità del calendario ebraico, la festa può cadere tra il 15 di aprile ed il 15 di maggio                                                                    |
| Kazakistan                      | 16 dicembre                    | Indipendenza dall'Unione Sovietica nel 1991 |
| Kenya                           | 12 dicembre                    | Indipendenza dal Regno Unito nel 1961 |
| Kirghizistan                    | 31 agosto                      | Indipendenza dall'URSS nel 1991 |
| Kiribati                        | 12 luglio                      | Indipendenza dal Regno Unito nel 1979 |
| Kuwait                          | 26 gennaio                     | Indipendenza dal Regno Unito nel 1961 |
| Lesotho                         | 4 ottobre                      | Indipendenza dal Regno Unito nel 1966 |
| Lettonia                        | 18 novembre                    | Indipendenza dalla Russia nel 1918 |
| Libano                          | 22 novembre                    | Indipendenza dalla Francia nel 1943 |
| Liberia                         | 26 luglio                      | Indipendenza dagli Stati Uniti d'America nel 1847 |
| Lituania                        | 16 febbraio                    | Indipendenza da Russia e Germania nel 1918 |
| Macedonia                       | 8 settembre/25 maggio          | (Den na nezavisnosta o Ден на независноста) Indipendenza dalla Jugoslavia nel 1991 |
| Madagascar                      | 26 giugno                      | Indipendenza dalla Francia nel 1960 |
| Malawi                          | 6 luglio                       | Indipendenza dal Regno Unito nel 1964 |
| Maldive                         | 26 luglio                      | Indipendenza dal Regno Unito nel 1965 |
| Malaysia (Malaysia)             | 31 agosto                      | (Hari Merdeka) Indipendenza dal Regno Unito nel 1957 |
| Mali                            | 22 settembre                   | Indipendenza dalla Francia nel 1960 |
| Malta                           | 21 settembre                   | Indipendenza dal Regno Unito nel 1964 |
| Marocco                         | 18 novembre                    | Indipendenza dalla Francia nel 1955 |
| Mauritania                      | 28 novembre                    | Indipendenza dalla Francia nel 1960 |
| Mauritius                       | 12 marzo                       | Indipendenza dal Regno Unito nel 1968 |
| Messico                         | 16 settembre                   | Dichiarò l'indipendenza dalla Spagna nel 1810. L'indipendenza fu riconosciuta il 27 settembre 1821 |
| Moldavia                        | 27 agosto                      | Indipendenza dall'Unione Sovietica nel 1991 |
| Mongolia                        | 26 novembre                    | Indipendenza dalla Cina l'11 luglio 1921 |
| Montenegro                      | 3 giugno                       | Il voto a favore dell'indipendenza fu il 21 maggio 2006 ed a seguito di ciò si dissolse l'unione tra Serbia e Montenegro |
| Mozambico                       | 25 giugno                      | Indipendenza dal Portogallo nel 1975 |
| Namibia                         | 21 marzo                       | Indipendenza dal mandato sudafricano nel 1990 |
| Nepal                           | 25 settembre                   | Unificazione e proclamazione del regno nel 1768 |
| Nicaragua                       | 15 settembre                   | Indipendenza dalla Spagna nel 1821 |
| Niger                           | 3 agosto                       | Indipendenza dalla Francia nel 1960 |
| Nigeria                         | 1º ottobre                     | Indipendenza dal Regno Unito nel 1960 |
| Norvegia                        | 7 giugno                       | L'unione con la Svezia si dissolse il 7 giugno 1905. Di solito però l'indipendenza si celebra il 17 di maggio, Giorno della Costituzione, che ricorda la firma della costituzione norvegese a Eidsvoll nel 1814, nel quadro di un precedente tentativo di dichiarazione di indipendenza |
| Nuova Zelanda                   | 6 febbraio                     | Indipendenza dal Regno Unito nel 1840 |
| Pakistan                        | 14 agosto                      | (Yaum e Azadi) Indipendenza dal Regno Unito e separazione dall'India |
| Panama                          | 28 novembre, 3 novembre        | Indipendenza dalla Spagna nel 1821. Si festeggia anche la separazione dalla Colombia nel 1903 (3 novembre, Giorno della Separazione) |
| Papua-Nuova Guinea              | 16 settembre                   | Indipendenza dall'Australia dei territori della Nuova Guinea e Papua nel 1975 |
| Paraguay                        | 15 maggio                      | (Día de Independencia) Indipendenza dalla Spagna nel 1811 |
| Perù                            | 28 luglio                      | Indipendenza dalla Spagna nel 1821 |
| Polonia                         | 11 novembre                    | Giorno dell'Indipendenza (Święto Niepodległości) Il restauro dell'indipendenza della Polonia nel 1918 dopo 123 anni |
| Portogallo                      | 1º dicembre                    | Il ritorno all'indipendenza del Portogallo dopo 60 anni di unione personale con la corona di Spagna si ebbe a seguito di moti iniziati il 1º dicembre 1640. Prima questo giorno era chiamato Giorno della Restaurazione. Infatti l'indipendenza del Portogallo dal Regno di León era stata riconosciuta il 5 ottobre 1143 (Trattato di Zamora). Portogallo esisté come un paese separato prima dell'anno 1143 e durante l'unione della Spagna tra gli anni 1580-1640 |
| Qatar                           | 3 settembre                    | Indipendenza dal Regno Unito nel 1971 |
| Repubblica Dominicana           | 27 febbraio                    | Indipendenza dal Haiti nel 1844, dopo un'occupazione di 22 anni |
| Repubblica della Costa D'Avorio | 7 agosto                       | indipendenza dalla Francia nel 1960 |
| Romania                         | 9 maggio                       | Indipendenza dall'Impero ottomano nel 1877 |
| Ruanda                          | 1º luglio                      | Indipendenza dal Belgio nel 1962 |
| São Tomé e Príncipe             | 12 luglio                      | Indipendenza dal Portogallo nel 1975 |
| Serbia                          | 15 febbraio                    | Inizio dell'insurrezione contro l'occupazione ottomana nel 1804 |
| Seychelles                      | 29 giugno                      | Indipendenza dal Regno Unito nel 1976 |
| Singapore                       | 9 agosto                       | (Giorno Nazionale) Significa la separazione/l'uscita dalla Malaysia nel 1965 |
| Slovacchia                      | 17 luglio                      | La dichiarazione d'indipendenza da parte del parlamento slovacco avvenne il 17 luglio 1992, ma l'indipendenza venne solo il 1º gennaio 1993, giorno della divisione tra Repubblica Ceca e Slovacchia |
| Slovenia                        | 26 dicembre                    | (Giorno dell'Indipendenza ed Unità) La data della comunicazione dei risultati ufficiali del referendum per l'indipendenza nel 1990 che confermò la separazione dalla Jugoslavia |
| Somaliland                      | 18 maggio                      | La dichiarazione dell'indipendenza dalla Somalia avvenne nel 1991, ma non è stata riconosciuta dalla comunità internazionale |
| Sri Lanka                       | 4 febbraio                     | Indipendenza dal Regno Unito nel 1948 |
| Stati Uniti                     | 4 luglio                       | Independence Day (dichiarazione di indipendenza dalla Gran Bretagna nel 1776) |
| Sudafrica                       | 11 dicembre                    | Ottenne l'indipendenza dal Regno Unito nel 1931 ma questa data non è un giorno festivo nazionale. L'Unione del Sudafrica si formò il 31 maggio 1910 e la Repubblica del Sudafrica venne proclamata il 31 maggio 1961 |
| Suriname                        | 25 novembre                    | Indipendenza dai Paesi Bassi nel 1975 |
| Svizzera                        | 1º agosto                      | 1291: firma dell'alleanza contro il Sacro Romano Impero da parte dei primi tre cantoni (Uri, Svitto e Untervaldo) |
| Swaziland                       | 6 settembre                    | Indipendenza dal Regno Unito nel 1968 |
| Tagikistan                      | 9 settembre                    | Indipendenza dall'Unione Sovietica nel 1991 |
| Tanzania                        | 9 dicembre                     | La dichiarazione dell'indipendenza dal Regno Unito nel 1961 |
| Timor Est                       | 20 maggio                      | Indipendenza dall'Indonesia nel 2002 |
| Transnistria                    | 2 settembre                    | Dichiarò l'indipendenza dalla Moldavia nel 1991, ma non è stata riconosciuta dalla comunità internazionale |
| Trinidad e Tobago               | 31 agosto                      | Indipendenza dal Regno Unito nel 1970 |
| Tonga                           | 4 giugno                       | Indipendenza dal Regno Unito nel 1970 |
| Turchia                         | 29 ottobre                     | Dichiarò l'indipendenza nel 1923 |
| Ucraina                         | 24 agosto                      | Indipendenza dall'Unione Sovietica nel 1991 |
| Uruguay                         | 25 agosto                      | (Dìa de la Independencia) La dichiarazione di indipendenza dal Argentina fu nel 1825 |
| Uzbekistan                      | 1º settembre                   | Indipendenza dall'URSS nel 1991 |
| Vaticano                        | 11 febbraio                    | Indipendenza dal Regno d'Italia nel 1929 (Patti Lateranensi) |
| Venezuela                       | 5 luglio                       | La dichiarazione di indipendenza dalla Spagna fu nel 1811 |
| Vietnam                         | 2 settembre                    | La dichiarazione di indipendenza dalla Francia fu nel 1945 |
| Yemen                           | 30 novembre                    | La dichiarazione di indipendenza dal Regno Unito fu nel 1967 |
| Zambia                          | 24 ottobre                     | La dichiarazione di indipendenza dal Regno Unito fu nel 1964 |
| Zimbabwe                        | 18 aprile                      | La dichiarazione di indipendenza dal Regno Unito fu nel 1980 |